# Bradypterus timoriensis
Bradypterus timoriensis là một loài chim trong họ Locustellidae.